# Rhytidoponera foreli
Rhytidoponera foreli är en myrart som beskrevs av W. C. Crawley 1918. Rhytidoponera foreli ingår i släktet Rhytidoponera och familjen myror. Inga underarter finns listade i Catalogue of Life.